# Villisca
La ville américaine de Villisca est située dans le comté de Montgomery, dans l’État de l’Iowa. Elle comptait 1 252 habitants lors du recensement de 2010.

## Personnalités liées à la ville
L’acteur Judd Holdren est né à Villisca en 1915.

## Les meurtres de 1912
En 1912, la maison de la famille Moore à Villisca fut le théâtre d'une dramatique affaire de meurtres qui fit 8 victimes dont 6 enfants. Dans la nuit du 9 au 10 juin 1912, les six membres de cette famille, Josiah et Sara Moore (respectivement 43 et 39 ans) et leurs enfants Herman (11 ans), Katherine (10 ans), Boyd (7 ans) et Paul (5 ans) ainsi que deux voisines, Lena et Ina Stillinger (âgées de 12 et 8 ans), sont assassinés à la hache. 
La sauvagerie de cette affaire fait la une des journaux américains mais bien qu'ayant quelques suspects sérieux, la police ne parviendra jamais à identifier le "tueur à la hache". L'affaire des meurtres de Villisca reste à ce jour non résolue.

## Source
- R. Marshall, auteur du livre  "Villisca, the true account of the unsoveld mass murder that stunned the nation" (2003).
- Un épisode de l'émission télévisée américaine Ghost Adventures se déroule à Villisca et raconte l'affaire.

- (en) Cet article est partiellement ou en totalité issu de l’article de Wikipédia en anglais intitulé « Villisca, Iowa » (voir la liste des auteurs).